# Netrostoma
Genre
Netrostoma est un genre de méduses de la famille des Cepheidae.

## Description et caractéristiques
Ce sont de grosses méduses tropicales, inoffensives. Elles sont pourvues d'une grande ombrelle charnue (à laquelle elles doivent leur nom anglais de « crown jellies »), et de bras oraux épais et complexes. L'ombrelle est caractérisée par une importante dépression centrale, d'où émerge un dôme plus ou moins bosselé (ou une grosse protubérance centrale complexe mais lisse). Ce genre se distingue par la présence de trois canaux inter-rhopalaires par octant, et des bras buccaux pouvant porter de courts filaments ou non.

## Liste d'espèces
Selon World Register of Marine Species (14 février 2019) :
- Netrostoma coerulescens Maas, 1903 — Indo-ouest-Pacifique
- Netrostoma dumokuroa (Agassiz & Mayer, 1899) — Pacifique sud
- Netrostoma nuda Gershwin & Zeidler, 2008 — Australie
- Netrostoma setouchianum (Kishinouye, 1902) — Pacifique

## Publication originale
- (de) L. S. Schultze, « Rhizostomen von Ambon », Denkschriften der Medicinisch-Naturwissenschaftlichen Gesellschaft zu Jena, Iéna, Gustav Fischer Verlag, vol. 8,‎ 1898, p. 443-466 (ISSN 2944-4578, OCLC 49490209, lire en ligne).